# گوزن (فیلم ۱۹۹۷)
«گوزن» (انگلیسی: Stag (film)) یک فیلم است که در سال ۱۹۹۷ منتشر شد.